# 요한나 시귀르다르도티르
요한나 시귀르다르도티르(아이슬란드어: Jóhanna Sigurðardóttir, IPA: [jouːhanːa 'sɪːɣʏrðartouʰtɪr], 1942년 10월 4일 ~ )는 아이슬란드의 여성 정치인이다. 2009년 2월 1일부터 2013년 5월 23일까지 총리를 맡았다. 그녀는 국가원수 역사상 최초로 동성결혼을 했다.

## 약력
수도 레이캬비크 출신이며, 아이슬란드 상업전문학교를 졸업하였다. 젊은 시절, 항공사 승무원(스튜어디스)으로 근무한 경력이 있다. 그 후 노동 조합에 참여하다가 정계에 입문, 사회민주당 소속으로 1978년 국회의원에 당선되었다. 1987년 ~ 1994년 사회부 장관을 지냈고, 2006년에 시작된 게이르 호르데 정권에서 다시 사회복지부 장관을 맡았다. 2009년 1월에 게이르 호르데가 경제 위기에 대한 책임을 지고 사퇴하자, 사회민주당과 좌파녹색운동으로 구성된 새로운 연정은 요한나를 새 총리로 추대하였다. 이에 따라 요한나는 2월 1일 총리로 취임했다. 요한나는 아이슬란드에서 2007년 이후 지지율이 상승한 몇 안되는 정치인으로, 국민들의 인기가 높으며, 전 정권의 실책에 대한 반감이 매우 크므로 그의 새 정부에 대한 기대감도 높은 상황이다. 5월 조기 총선에서 투표율이 높지는 않고 실패하여 총리직 물러나고 쇠퇴하였다.
한편 요한나는  커밍아웃한 레즈비언으로 큰 관심을 모으고 있다. 본래 남성과 결혼하여 두 아들을 두었으나, 이혼 후 여성 언론인 겸 저술가인 요니나 레오스도티르와 동거하고 있다. 요한나와 요니나는 아이슬란드에서 법적으로 허용되어 있는 동성애 결합 커플로, 2002년 법적으로 동성 커플로 인정받았다. 이로써 그는 본인이 레즈비언이라고 직접 커밍아웃한 인물로는 세계에서 처음으로 한 나라의 정부 수반의 자리에 오르게 되었으며, 아이슬란드의 첫 여성 총리가 되었다.

## 같이 보기
- 여성 국가 지도자